# 委內瑞拉扁蚪鯰
委內瑞拉扁蚪鯰（學名：Platystacus cotylephorus）為輻鰭魚綱鯰形目蝌蚪鯰科的其中一種，為熱帶淡水魚類，分布於南美洲千里達及托巴哥、委內瑞拉至巴西東北部淡水、半鹹水流域，體長可達31.8公分，棲息在沿岸水質混濁、沙泥底質底層水域，生活習性不明，可做為觀賞魚。